# اوگون آلتی‌پارماک
اوگون آلتی‌پارماک (به انگلیسی: Ogün Altıparmak؛ ۱۰ نوامبر ۱۹۳۸ – ۲ فوریهٔ ۲۰۲۵) یک بازیکن فوتبال اهل ترکیه بود.
از باشگاه‌هایی که وی در آن‌ها بازی کرده‌است، می‌توان باشگاه فوتبال فنرباغچه را نام‌برد.
وی همچنین در تیم‌های ملی فوتبال جوانان ترکیه، زیر ۲۱ سال ترکیه، و ترکیه سابقهٔ بازی‌ دارد.